# Fényérzékelés
A látás a körülöttünk levő tárgyak érzékelését, egymástól való megkülönböztetését jelenti, ugyanakkor segíti a cselekvés vezérlését az élőlényeknél. Az élőlények többségének fontos a fény érzékelése, a növényeknek a fotoszintézishez, az állatoknak a tájékozódáshoz fontos. Az egysejtűek és a bonyolultabb testfelépítésű állatok is másként, és mást érzékelnek a körülöttük lévő világból. A fény az elektromágneses hullámok 200–10 000 nanométerig terjedő tartománya. Az emberi szem ennek csak a töredékét képes érzékelni, körülbelül a 400–800 nm hosszúságú hullámokat.

## Egysejtűek

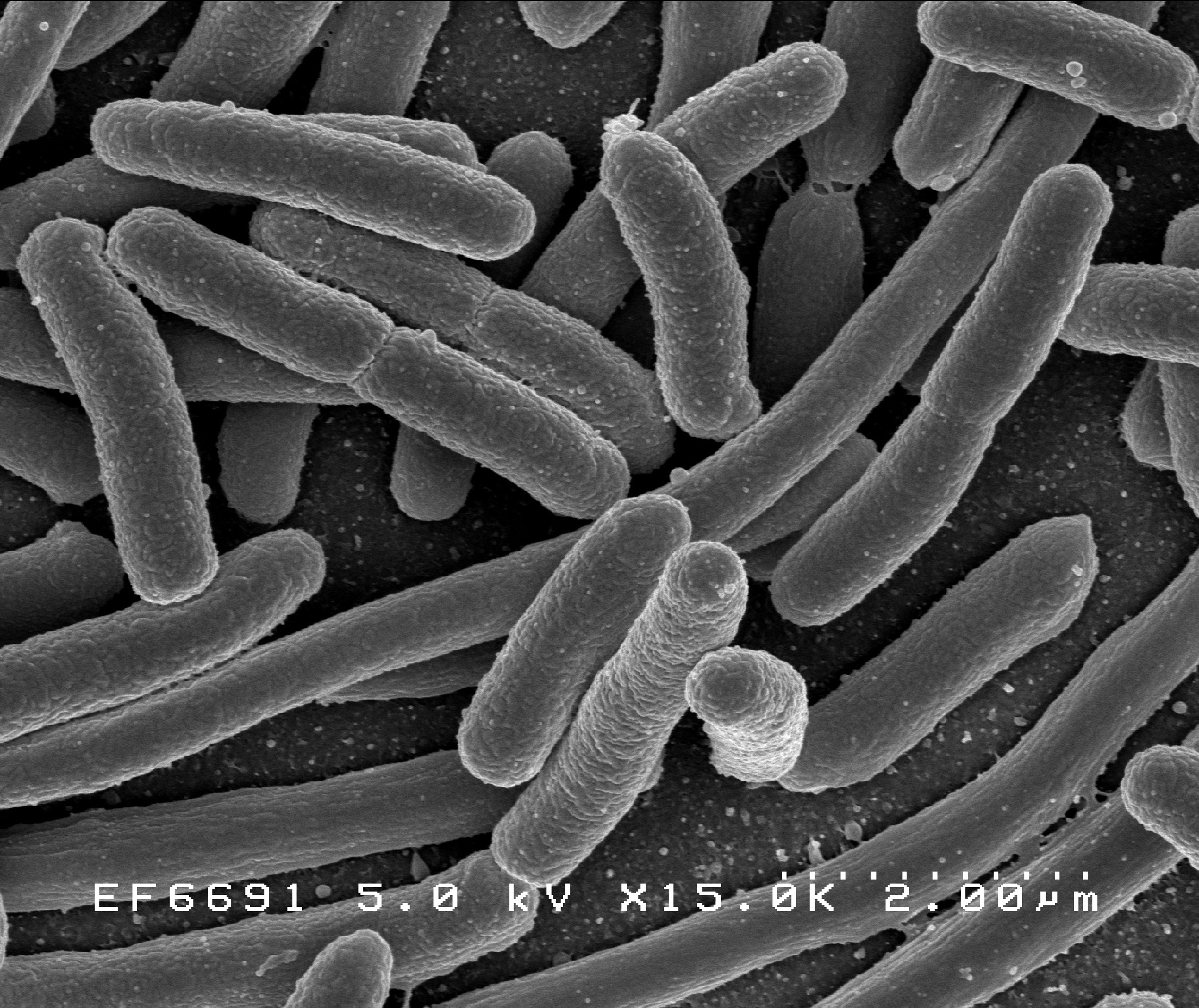
Az egysejtűek csak a fény irányát és intenzitását érzékelik

Az egysejtűek a sejthártyájukkal érzékelik a fény intenzitását, és ennek változására valamilyen mozgással válaszolnak. Ilyenek például az ostorosmoszatok mozgásai, ezek a pozitív fototaxis miatt a jobban megvilágított vízrétegek felé haladnak, majd fényes helyre érve negatív fotokinézissel lelassítják mozgásukat, hogy tovább maradhassanak megfelelő fényviszonyok között. Ostoruk alapi részén kék fényt érzékelő fotoreceptor található, mellette pedig egyoldalas helyzetben kék fényt elnyelő szemfolt (sztigma).

## Csalánozók
A csalánozóknál nem fejlődött ki külön szerv a fény érzékelésére, a különböző kívülről jövő ingereket egész testfelületükön át veszik fel, néhány medúzafajnál viszont megjelennek a kezdetleges fényreceptorok is.

## Férgek

### Laposférgek
A laposférgeknél a különböző fényérzékeny sejtek összetömörülnek és ezek a hám alá süllyednek. Így kezdetleges csésze- és gödörszemek alakulhatnak ki.

### Gyűrűsférgek
A gyűrűsférgeknél az állat feji részénél találjuk meg ezeket a sejttömörüléseket. Egyes fajoknál már találkozhatunk bonyolult felépítésű látószervvel (pl. lencseszemmel) is.

## Puhatestűek

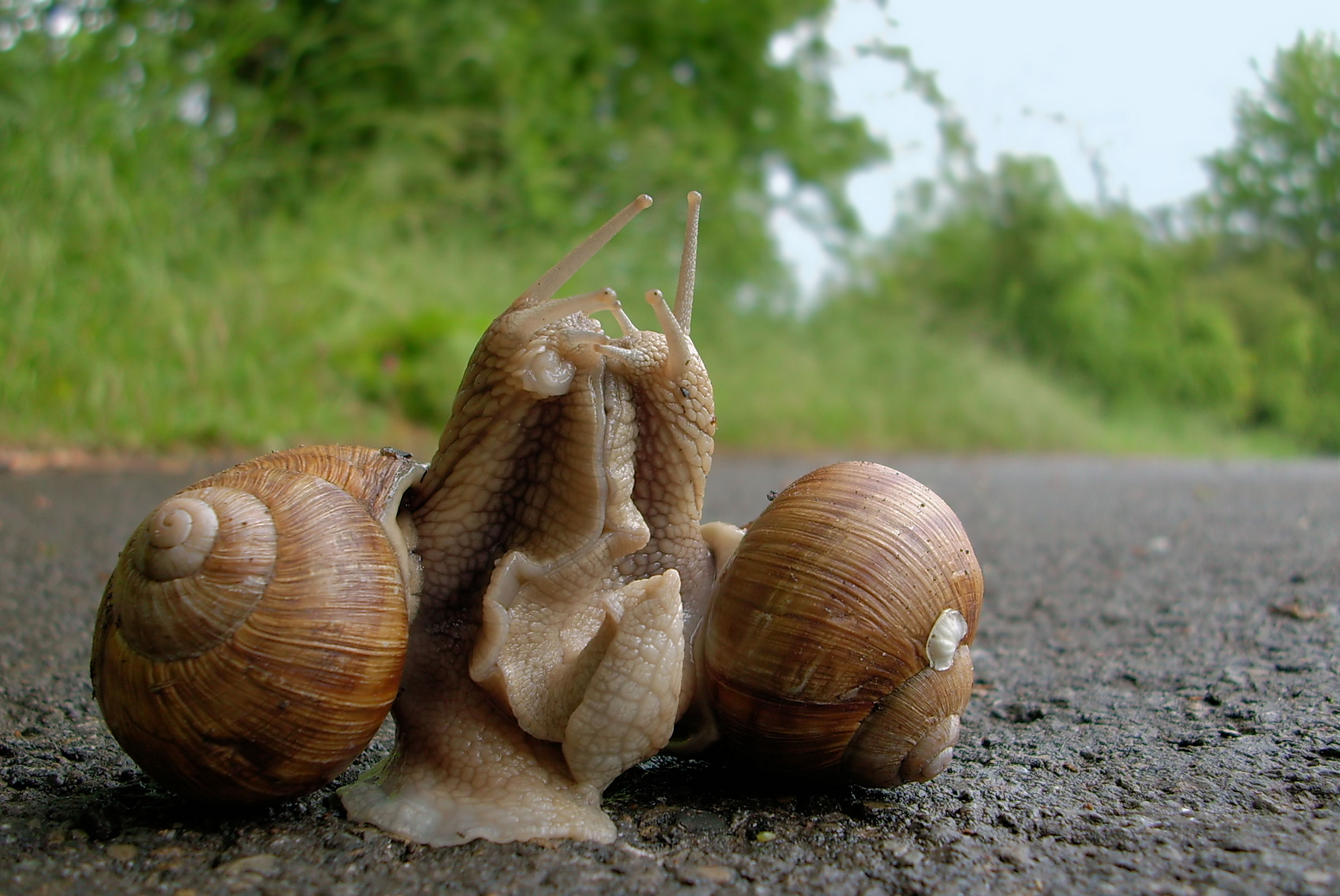
Éti csigánál a hosszabb tapogatók végén találhatóak a gödörszemek

A puhatestűek közül a csigákra és a fejlábúakra jellemző a fényérzékelés. A kagylóknál csak néhány fajnál van „szem” a köpeny szélén. A csigák két pár tapogatója közül a hosszabbak végén „ülnek” a gödörszemek. A fejlábúaknak már kép- és színlátásra alkalmas hólyagszemük van, mely a hám betüremkedéséből alakult ki.

## Ízeltlábúak
A látószervek fejlődésében külön irányt képvisel az  ízeltlábúak szeme, ami pontszem vagy az összetett (facetta-) szem, amely több száz egyszerű szemből áll. A rákoknál a facettaszem (egyszerű szemekből összetevődő mozaikszem) mellett találunk fényérzékeny dúcidegsejteket is. A rákok és a rovarok összetett szeme hasonlóan bontja fel a képet, mint a puhatestűek hólyagszeme. A fény kitinlencsén keresztül jut a sejtekhez.Itt a fényérzékelő sejtek nem süllyednek a testbe hanem kiemelkednek belőle, hogy több fény juthasson a szembe. Minél több szem alkotja az összetett szemet, annál jobb lehet a kép minősége. A legtöbb rovar csak néhány milliméter, néhány
centiméter vagy legjobb esetben néhány méter távolságra lát élesen.

## Tüskésbőrűek
A tüskésbőrűek törzsénél nem találunk látószervet, de valamilyen formában ők is érzékelik a fényt. Ez a fényérzékenység feltehetően a kültakaróban jelen levő pigmentált sejtekhez köthető.
Az összetett szem is alaklátó szem, de a legtöbb szempontból tökéletlenebb működésű, mint a gerincesek hólyagszeme. Két vonatkozásban viszont az ízeltlábúak mozaikszeme a fejlettebb. Egyrészt nagyobb az összetett szem látótere, másrészt az ízeltlábúak szeme gyorsan mozgó képek felbontását nagyobb sebességgel képes elvégezni, mint a gerincesek szeme. Míg az ember, ha 1 másodperc alatt 24 képkockát lát, azt már folyamatos mozgásként érzékeli, addig a rovarok akár 300 képkockát is képesek másodpercenként megkülönböztetni.

## Gerincesek

### Halak
A halak hólyagszeme, a fejlábúak szemével ellentétben, nem a hám betüremkedése, hanem az agy kitüremkedése. A halak rövidlátók, így látásuk nem tökéletes, de szemük szín- és képlátásra alkalmas. A kétéltűek látószerve igen fejlett, de csak a mozgást érzékelik. A hüllők, a madarak és az emlősök látószerve is jól „szervezett”. A kígyók két szemhéja átlátszó és összenőtt, ezért nem pislognak. Egyes madarakban a hipotalamusz bizonyos idegsejtjei érzékelik a koponyatetőn átszűrődő gyenge fényt. Így érzékelik a kakasok is a hajnal közeledését.

### Kétéltűek
A kétéltűeknél a szaruhártya nedvesítését a könnymirigyek és a pislogó szemhéjak biztosítják. Egy harmadik szemhéjjal is rendelkeznek, amely oldalirányba mozdul el, így képesek megkülönböztetni a mozgásban levő tárgyakat (pl. a békák).

### Emlősök
A legtöbb emlős ugyanúgy érzékeli a fényt mint az ember. A szemgolyó burkát három réteg alkotja: a tunica fibrosa (ínhártya, szaruhártya), a tunica vasculosa (hátulsó része az elülső érhártya a sugártest és szivárványhártya), és a tunica nervosa (a retina idegi és pigment rétege). A szivárványhártya közepén található a pupilla, mely erős fényben összehúzódik, gyenge fényben kitágul, így szabályozva a bejutó fény erősségét. A retinában találhatók a fényérzősejtek: pálcikák és csapok, melyeknek száma kb. 7 és 130 millió között van. A pálcikák a gyenge fényt is érzékelik, ezek a tulajdonképpeni fényérzékelők. A Fotoreceptor#Csapokcsapsejtek gyenge fényben nem működnek, viszont erős fényben ők a pontosabb képalkotók. A csapsejtek érzékelik a színeket és árnyalatokat. Háromféle csapsejt van: a piros fényt elnyelő csapok leginkább a közepes hullámhosszon (565 nm körüli értékeknél) nyelik el a fényt, a zöld fényt elnyelő csapok leginkább 535 nm-nél működnek, és a kék fényt elnyelő csapsejtek melyek 440 nm-nél működnek a legjobban.